# Herb Kleszczel
Herb Kleszczel – jeden z symboli miasta Kleszczele i gminy Kleszczele w postaci herbu.

## Wygląd i symbolika
Herb przedstawia na czerwonej tarczy herbowej białego Baranka Bożego, skierowanego w lewo, z białą chorągiewką z czerwonym krzyżem, stojącego na zielonej murawie, obejmującego lewą przednią nogą oparty o murawę krzyż papieski.
Symbolika herbu nawiązuje do Kościoła rzymskokatolickiego (Baranek Boży) i kraju-ojczyzny (zielone tło - murawa).